# HD 42035
HD 42035，又名BD+08 1202，SAO 113503、HR 2167，是一颗恒星，视星等为6.55，位于銀經200.31，銀緯-5.4，其B1900.0坐标为赤經6h 3m 19.2s，赤緯+8° -5.4′ 4″。